# Gary O'Donovan
Gary O'Donovan (Skibbereen, 30 dicembre 1992) è un canottiere irlandese, vincitore della medaglia d'argento nel 2 di coppia pesi leggeri a Rio de Janeiro 2016 insieme al fratello Paul.

## Biografia

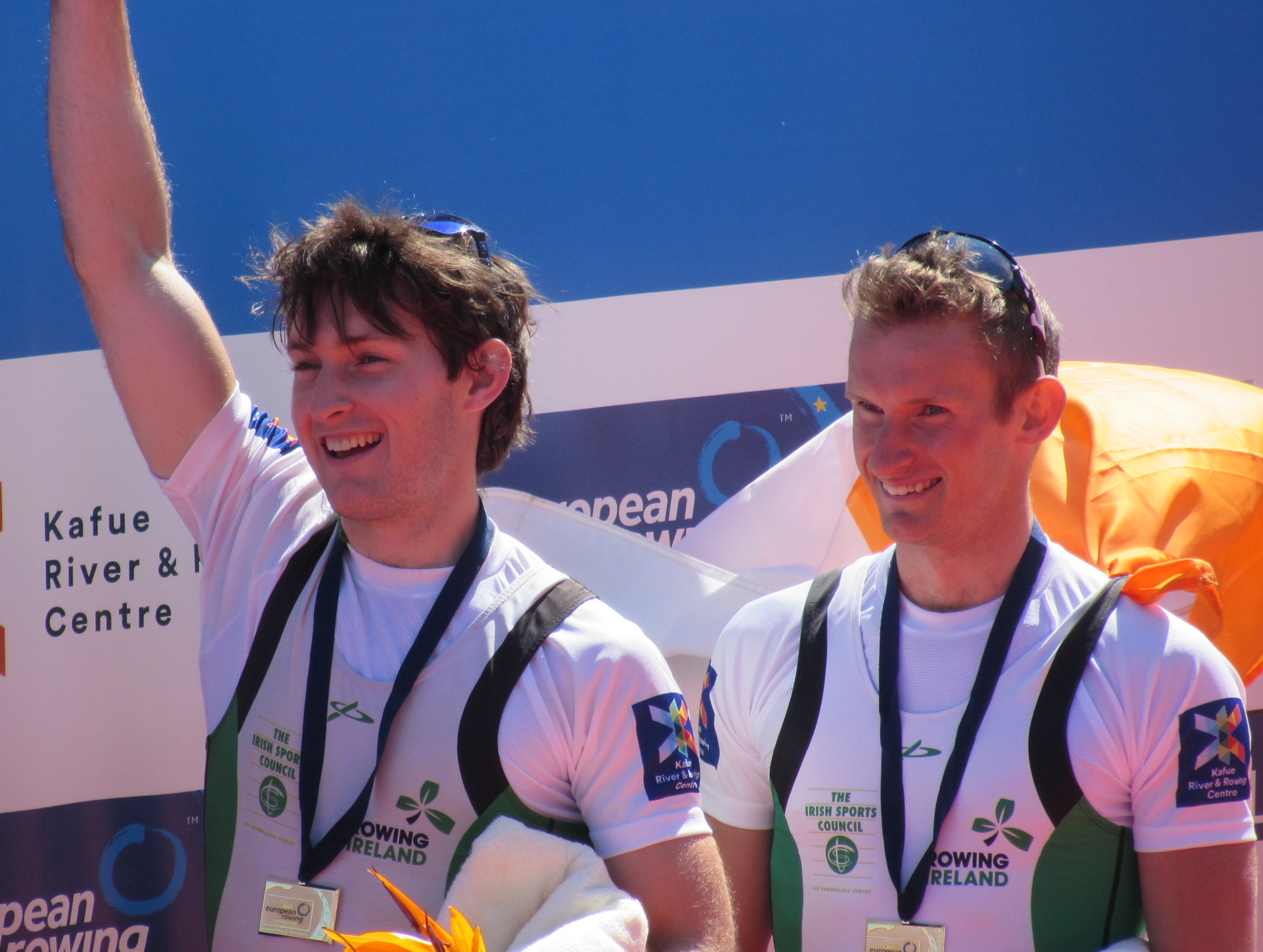
Gary O'Donovan con il fratello Paul nel 2016.

È fratello maggiore di Paul O'Donovan, anche lui canottiere di caratura internazionale e campione olimpico a Tokyo 2020.
Ha rappresentato l'Irlanda ai Giochi olimpici estivi Rio de Janeiro 2016 insieme al fratello Paul, con cui ha vinto l'argento nel 2 di coppia pesi leggeri. È stato portabandiera della sua nazionale durante la cerimonia di chiusura della manifestazione.
Ai campionati mondiali di Plovdiv 2018 ha vinto la medaglia d'oro nel due di coppia pesi leggeri, remando sempre con il con il fratello Paul.

## Palmarès
- Giochi olimpici

Rio de Janeiro 2016: argento nel 2 di coppia pesi leggeri.
- Mondiali

Plovdiv 2018: oro nel 2 di coppia pesi leggeri.
- Europei

Brandeburgo 2016: oro nel 2 di coppia pesi leggeri.
Račice 2017: argento nel 2 di coppia pesi leggeri.
Glasgow 2018: argento nel 2 di coppia pesi leggeri.